# Атсапхангтхонг

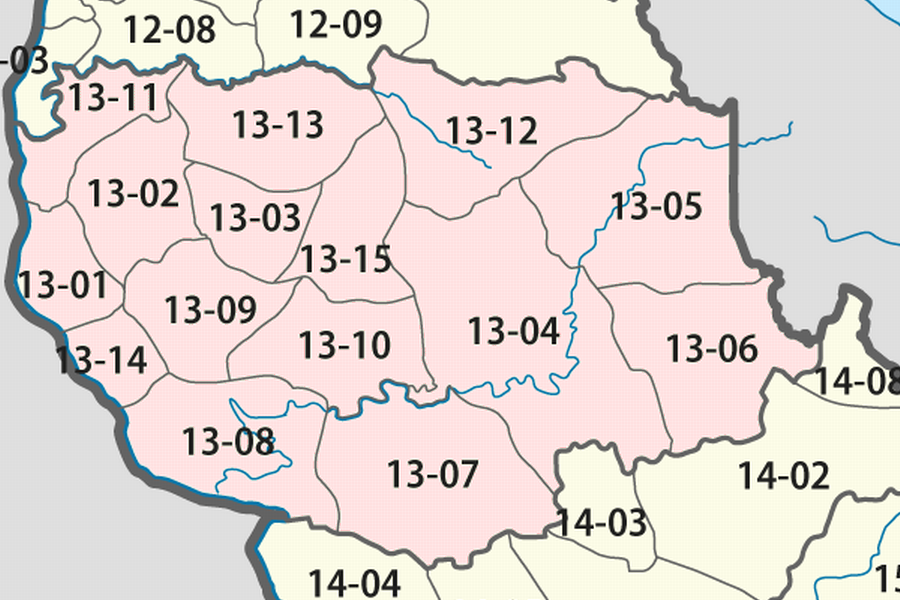
Число 13-03

Атсапхангтхонг — один з районів (лаос. ເມືອງ муанг) провінції Саваннакхет, Лаос.